# Eremophila elderi
Eremophila elderi är en flenörtsväxtart som beskrevs av Ferdinand von Mueller. Eremophila elderi ingår i släktet Eremophila och familjen flenörtsväxter. Inga underarter finns listade i Catalogue of Life.